# Culicoides sitiens
Culicoides sitiens är en tvåvingeart som beskrevs av Wirth och Hubert 1960. Culicoides sitiens ingår i släktet Culicoides och familjen svidknott. Inga underarter finns listade i Catalogue of Life.